# Barry Long
Barry Long (1 augustus 1926 – 6 december 2003) was een Australische spiritueel leraar en schrijver.
Barry Long is geboren en getogen in Australië, en volgde daar slechts enkele jaren voortgezet onderwijs. Na zijn schooltijd ging hij werken als journalist en vervolgens als redacteur bij een zondagskrant genaamd The Truth, (later de Sunday Mirror), gericht op Sydney en omgeving. Hierna werkte hij enige tijd als perssecretaris voor het parlement van New South Wales. Voor in de dertig raakte hij gedesillusioneerd met het materiële bestaan en in 1954 verliet hij zijn carrière en gezin om in India te gaan mediteren. Hier ervoer hij een spirituele crisis die culmineerde in wat hij de Mystieke dood noemde, zijn Realisatie van Onsterfelijkheid.
Hij verhuisde vervolgens van India naar Londen en werkte daar in eerste instantie als redacteur in Fleet Street. In Engeland ontmoette hij zijn tweede vrouw, Julia, die hij zijn bhagavati of goddelijke vrouw noemde en die voor hem een bron van inspiratie was. In 1968 maakte hij een tweede intense spirituele crisis door die tot een bewustzijnstoestand leidde die hij Transcendente Realisatie noemde.
Zijn relatie met Julia duurde 13 jaar, totdat zij aan kanker overleed. Barry verzorgde haar gedurende de laatste fase van haar ziekte. In die tijd gaf hij meditatiecursussen en verdiende zijn geld met het geven van lezingen en workshops. In 1986 keerde hij terug naar zijn thuisland Australië met zijn derde vrouw en haar zoontje, waar zij een huis betrokken op Mount Tamborine in Queensland. Na hun scheiding verhuisde hij uiteindelijk naar New South Wales. Hierna onderhield hij nog twee langdurige relaties met vrouwen die hem ook hielpen met de internationale organisatie van zijn lezingen.

## Lezingen
Barry hield geregeld bijeenkomsten in Sydney en aan de Gold Coast in Queensland, en gedurende 10 jaar reisde hij ook jaarlijks naar Engeland. In het begin van de jaren negentig was hij veel op reis om zijn lezingencycli The Truth of Life and Love en A Course in Being te geven. Vooral in Amerika reisde hij intensief, maar ook in Europa – Engeland, Duitsland, Finland, Zweden, Ierland, België, Denemarken en Nederland – trokken zijn voordrachten veel publiek.
In Nederland sprak Barry op grote jaarlijkse zomerbijeenkomsten in Veldhoven nabij Eindhoven - de laatste in 1998 trok meer dan 600 mensen -, in het Amsterdamse Tropenmuseum, Het Krasnapolsky hotel, het voormalige spiritueel centrum Kosmos (Barry's eerste voordrachten in Nederland) en in het congresgebouw in Den Haag.
Vanaf 1993 werd er een jaarlijkse bijeenkomst in Australië georganiseerd die werd bijgewoond door zijn wereldwijde publiek. De meeste van deze Master Sessions vonden plaats gedurende twee of meer weken in Cabarita Beach, dicht bij Byron Bay, het meest oostelijke punt van Australië. De laatste vond in 2002 plaats op de campus van Bond University aan de Gold Coast.
Barry Longs doel was niet om grote groepen mensen te trekken. Hij zei dat hij uitsluitend tot het individu sprak, zelfs als er honderden mensen aanwezig waren. Hij communiceerde nauwelijks met de media en verzette zich tegen het ontstaan van groepsbijeenkomsten in zijn naam. Zijn werk werd georganiseerd door een kleine stichting.

## Invloeden
Hij beschouwde zichzelf als een originele leraar die buiten de gevestigde spirituele tradities viel. Hijzelf had geen spirituele leraar, maar hij heeft zijn dankbaarheid speciaal voor J. Krishnamurti uitgesproken. Andere leraren die hem tot inspiratie hebben gediend, speciaal in het begin van zijn spirituele zoektocht, waren Gurdjieff, Meher Baba en Sri Aurobindo.
Hij was een begaafd spreker en schrijver die naar eigen zeggen energetische boeken over zelfontdekking en het spirituele leven schreef. Hij communiceerde dezelfde energie van waarheid via een serie audioboeken over meditatie, bewustzijn, dood, liefde en karma. Op dit moment is zijn geschreven werk gepubliceerd in meer dan 12 talen. Veel van zijn voordrachten en seminars zijn beschikbaar als audiocassettes, video's, cd's, dvd's en in toenemende mate ook digitaal.

## Belangrijkste werk
Tot zijn meest populaire werken behoren Meditation: A Foundation Course, ook vertaald in het Nederlands, en Start Meditating Now, oorspronkelijk uitgebracht als audiocassette. De metafysische basis van zijn werk legde hij vast in The Origins of Man and the Universe. De realisaties in het begin van zijn zoektocht legde hij vast in Knowing Yourself: The True in the False. In Only Fear Dies adresseerde Barry de wortel van psychologische angst en hoe hier vanaf te komen. Dit boek is vertaald in het Nederlands als Sterven om te Leven.
Barry’s gehele werk heeft als voornaamste doel om ons van onvrede in wat voor vorm dan ook te bevrijden. Dit is het thema van Sterven om te Leven (Only Fear Dies). Sommige commentatoren hebben overeenkomsten ontdekt met het werk van Eckhart Tolle - auteur van de bestseller The Power of Now - die Barry’s bijeenkomsten in Londen bezocht toen het boek voor de eerste maal werd gepubliceerd onder de titel Ridding Yourself of Unhappiness – 1985. Tolle heeft publiekelijk zijn waardering uitgesproken voor Barry's werk:

## Liefde, seks en tantra
Barry Long zag zichzelf als tantrische meester en is bekend geworden door zijn ideeën over liefde en seks en wat hij oorspronkelijke tantra noemde, die vooral in de jaren 80 aansloegen bij Osho's sannyasins. De gereviseerde tekst van de oorspronkelijke Engelse audiocassettes is in het Nederlands als boek gepubliceerd onder de titel Liefhebben: de Weg van Seks naar Liefde (Engelse titel: Making Love: Sexual Love the Divine Way).

## Laatste jaren
Barry Long overleed op 77-jarige leeftijd aan de effecten van prostaatkanker, de ziekte waar hij de laatste 8 jaar van zijn leven aan leed. Zijn boeken worden nog steeds gedrukt, in toenemende mate ook in internationale vertalingen, en het archief met audiovisuele opnamen van zijn voordrachten wordt beheerd door The Barry Long Foundation International in Australië.

## Voornaamste punten
1. Volgens zijn eigen woorden sprak Barry uitsluitend van Leven, Liefde, Waarheid, Dood en God.
2. Een belangrijk deel van zijn missie was om het individu te bevrijden van wat hij ongelukkigheid (unhappiness in het Engels) noemt. Ongelukkigheid definieerde hij als: vandaag gelukkig, morgen ongelukkig.
3. Hij bekritiseerde de heersende seksualiteit in de westerse samenleving. Ook zag hij de meeste problemen waar de mensheid op dit moment mee te maken heeft als gevolg van het feit dat man en vrouw niet meer weten hoe elkaar lief te hebben.
4. Barry sprak zich uit tegen het toenemende materialisme, dat wordt ondersteund door de heersende wetenschappelijke en technologische ideeën, maar onwetend is met betrekking tot spirituele waarheid en liefde en het goddelijke ontkent.
5. Hij onderwees de weg van de waarheid, stilheid en liefde. Dit pad wordt gevonden door directe persoonlijke ervaring en niet door het belijden van enig geloof of religieuze traditie.
6. Hij adviseerde mensen om de waarheid van het leven en de liefde in het dagelijks leven onder ogen te zien; op het werk, met hun partners en kinderen. De weg van de waarheid is om je leven in harmonie te brengen.
7. Barry heeft veel over de evolutie van het bewustzijn op aarde gesproken en geschreven. Hij presenteerde zijn ideeën binnen het raamwerk van een kosmologie die hij De Mythe van het Leven – 'The Myth of Life’ noemde.

## Gedeeltelijke lijst van publicaties
- The Origins of Man and the Universe (eerste druk Routledge & Kegan Paul 1984) ISBN 0-7102-0337-3 (Barry Long Books, herziene druk 1998) ISBN 1-899324-12-7, (fragmenten)
- Meditation: A Foundation Course (The Barry Long Foundation, 1996) ISBN 1-899324-00-3
- Stillness Is the Way (Barry Long Books, 1996) ISBN 0-9508050-4-1
- Knowing Yourself: The True in the False (Barry Long Books, 1996) ISBN 1-899324-03-8 (fragment)
- Only Fear Dies (Barry Long Books, 1996) ISBN 0-9508050-7-6 (fragment)
- To Woman in Love: A Book of Letters (Barry Long Books, 1996) ISBN 0-9508050-8-4
- Making Love: Sexual Love the Divine Way (Barry Long Books, herziene druk 1998) ISBN 1-899324-14-3 (fragment)
- Raising Children in Love, Justice and Truth (Barry Long Books, 1998) ISBN 1-899324-13-5
- To Man in Truth: Enlightening Letters (Barry Long Books, 1999) ISBN 1-899324-15-1 (fragment)
- The Way In: A Book of Self-Discovery (Barry Long Books, 2000) ISBN 0-9508050-5-X (fragment)
- A Prayer for Life: The Cause and Cure of Terrorism, War and Human Suffering, (Barry Long Books, 2002) ISBN 1-899324-17-8
- Where the Spirit Speaks to its Own: The Passion of Spiritual Awakening, (Barry Long Books, 2003) ISBN 1-899324-16-X (fragmenten)
- Start Meditating Now, How to stop thinking (audiobook - Barry Long Books 2007) ISBN 1-899324-20-8
- A Journey in Consciousness: Exploring the truth behind existence (audiobook - Barry Long Books 2007) ISBN 1-899324-21-6
- Seeing through Death, Facing the fact without fear (audiobook - Barry Long Books 2007) ISBN 1-899324-22-4
- Making Love: Sexual love the divine way (audiobook - Barry Long Books 2007) ISBN 1-899324-23-2
- How to Live Joyously, Being true to the law of life (audiobook - Barry Long Books 2007) ISBN 1-899324-24-0
- Behind Life and Death: The Boundless Reality (The Barry Long Foundation 2008) ISBN 978-1-899324-18-7 (fragment)
- My Life Of Love & Truth: A Spiritual Autobiography (The Barry Long Foundation 2013) ISBN 978-1-899324-19-4

## Nederlandse vertalingen
- Meditatie (Altamira Becht 1995), vertaalster: Thooft, Lisette, ISBN 978-90-6963-338-1
- Liefhebben: de weg van seks naar liefde (Altamira Becht 2001), vertaalster: Thooft, Lisette, ISBN 978-90-6963-471-5
- Sterven om te leven (Za Zen 2005), vertaalster: Thooft, Lisette, ISBN 978-90-809211-1-5
- Stil van binnen (Altamira 1996) ISBN 978-90-6963-577-4
- Wat is wijsheid (Altamira-Becht 2000), vertaalster: Thooft, Lisette, ISBN 978-90-6963-372-5